# Estrecho de Gerlache

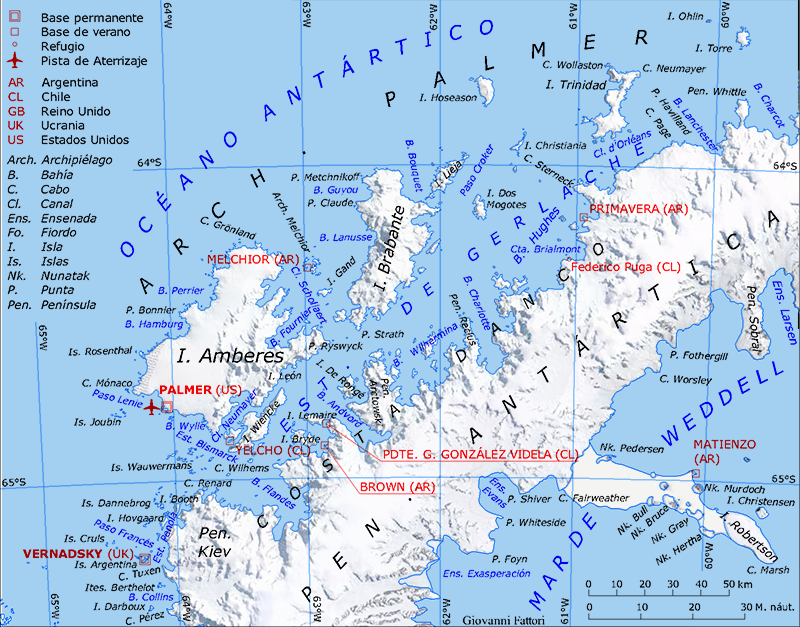
Mapa del sector del estrecho de Gerlache. Base cartográfica: Antarctic Digital Database http://www.add.scar.org/

El estrecho de Gerlache o De Gerlache (en inglés: Gerlache Strait) es un cuerpo de agua de 100 millas de largo y de 4 a 20 millas de ancho, que separa el archipiélago Palmer de la costa Danco en el lado occidental de la península Antártica. Se extiende en dirección noreste a sudoeste.
La boca norte del estrecho de Gerlache se halla entre la isla Hoseason (63°44′S 61°37′O / -63.733, -61.617) y el cabo Wollaston (o punta Cóndor a 63°40′S 60°47′O / -63.667, -60.783) de la isla Trinidad, desprendiéndose el canal Orléans entre esta isla y la costa Danco. En la boca norte se desprende en el lado occidental el pasaje Croker, que pasa entre las islas Christiania y Two Hummock al este, y Hoseason y Lieja al oeste, reuniéndose con el estrecho Gerlache.
El canal Schollaert separa las islas Brabante y Anvers, comunicando el estrecho de Gerlache con la bahía Dallmann. 
La boca sudeste se forma entre el cabo Errera (64°54′S 63°35′O / -64.900, -63.583) de la isla Wiencke y el cabo Renard (65°01′22″S 63°46′18″O / -65.02278, -63.77167) de la isla Renard en el extremo de la península de Kiev de la península Antártica. En la boca sudeste el canal Neumayer separa las islas Wiencke y Anvers.
La costa Danco es muy accidentada, destacando las bahías: Flandres, Andvord, Paraíso (o Puerto Paraíso), Bancroft, Wilhelmina (o Guillermina), y Hughes. Entre las islas interiores destacan: Nansen (o Nansen Sur), Lemaire (o Le Maire, separada del continente por el canal Aguirre Cerda), Enterprise (Nansen Norte o Lientur), Danco, y Rongé.
La Expedición Antártica Belga liderada por el teniente Adrien de Gerlache exploró este estrecho entre enero y febrero de 1898, llamándolo Belgica en homenaje al barco de la expedición, el Belgica. Cuando la Tercera Expedición Antártica Francesa liderada por Jean B. Charcot pasó por el área en 1903-1905 lo renombró De Gerlache.

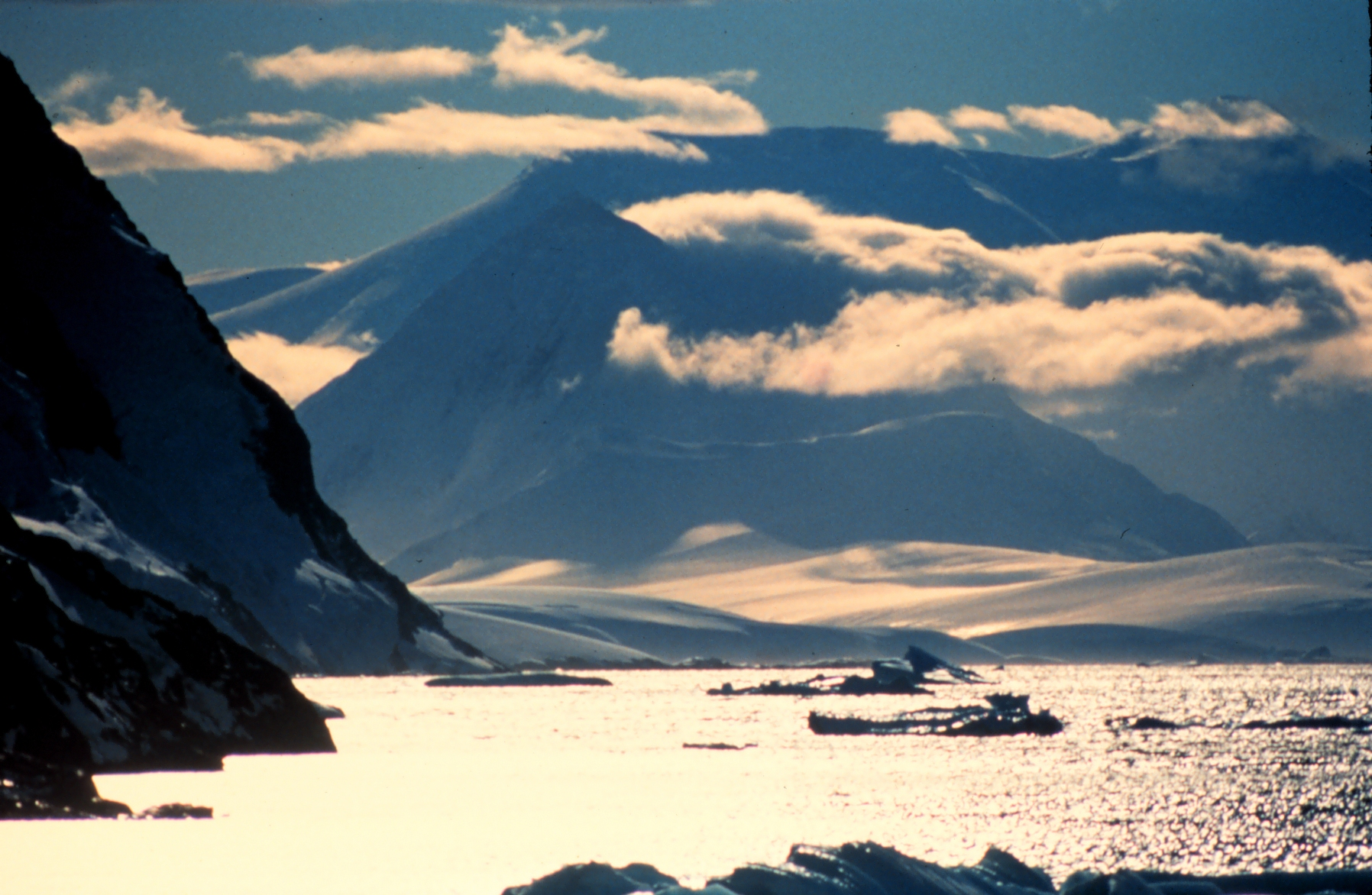
Vista del estrecho
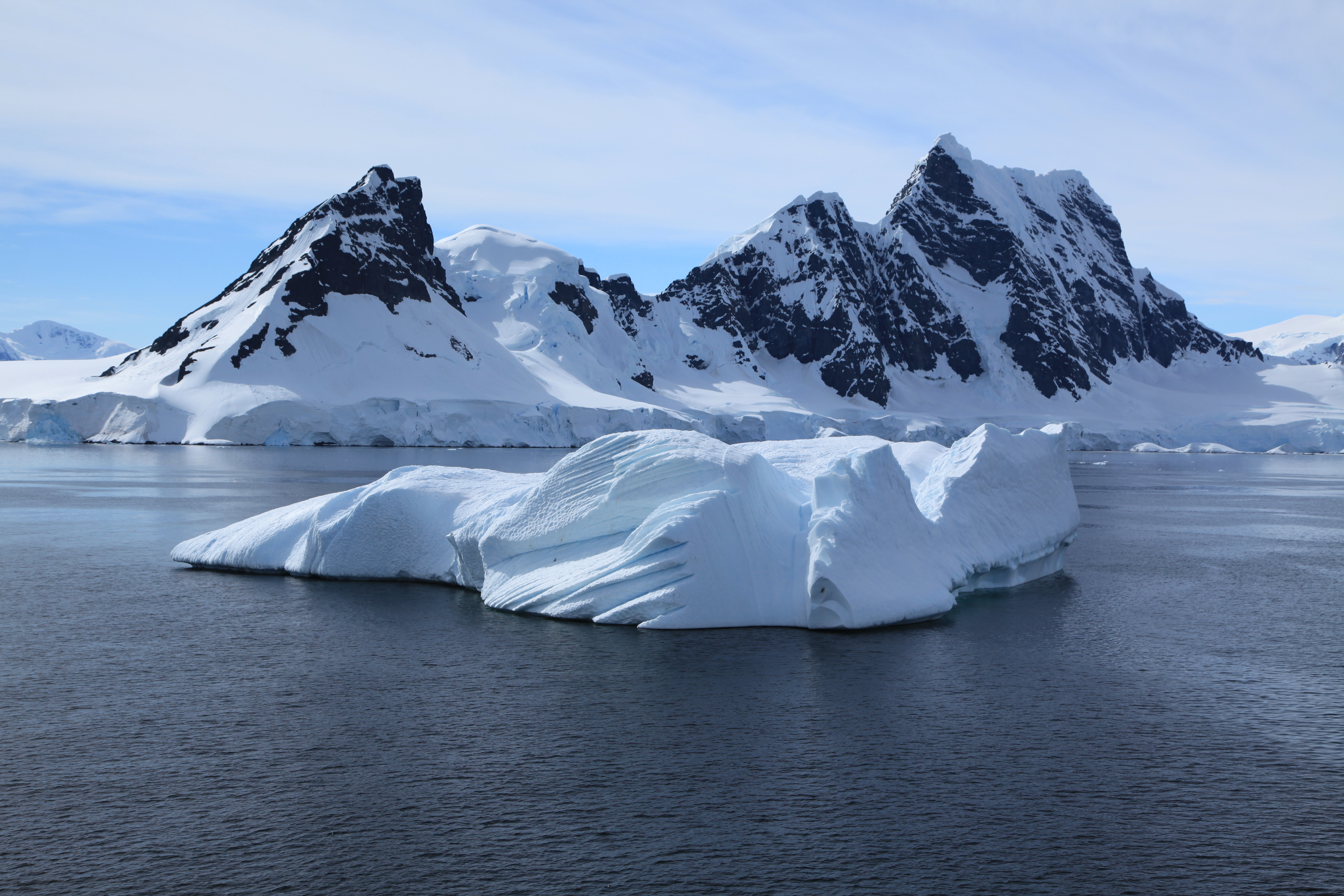
Iceberg en el estrecho de Gerlache.